# Зграда Скупштине општине Сокобања
Зграда Скупштине општине Сокобања налази се у склопу централног бањског језгра Сокобање. Уписана је у листу заштићених споменика културе Републике Србије (ИД бр. СК 752). 

## Карактеристике
Објекат  је подигнут 1923 године за потребе Среског начелства. Зидана је масивно, са соклом од ломњеног камена, има приземље и спрат од опеке и својим полижајем излази директно на регулациону линију улице. Улаз у зграду смештен је у склопу средишњег ризалита, са пасивним лучним отвором и предворјем у виду плитког улазног трема, из кога се непосредно улази у централни улазни хол са монументалним спратним степеништем, декоративним оградама – носећим стубовима од гранита са стилски обрађеним стопама и капителима. Карактеристични су разиграни кровни венци на главној уличној фасади и еркери фасадних ризилишта. Док је другостепена фасадна пластика изражена чисто геометријски, са хоризонталама у малтеру и нешто богатијој обради око отвора на спрату, посебно на делу свечане сале. Објекат у целини остварује стилске карактеристике чак и веома сторого уобичајених праваца у архитектури тога времена, што заиста доприноси бањском амбијенту.